# Bertrandon de la Broquière
Bertrandon de la Broquière (Aquitania, 1400 circa – Lilla, 9 maggio 1459) è stato un agente segreto francese della Borgogna e pellegrino in Medio Oriente nel 1432-1433. Il libro dei suoi viaggi, Le Voyage d'Outre-Mer, è un resoconto dettagliato e vivace delle situazioni politiche e delle pratiche di costume delle varie regioni da lui visitate. Lo scrisse in francese su richiesta di Filippo il Buono, duca di Borgogna, allo scopo di facilitare una nuova crociata.

## Vita
Bertrandon nacque alla fine del XIV secolo o all'inizio del XV nel Ducato d'Aquitania. La sua vita prima del 1421 è sconosciuta. In quell'anno fu nominato come scudiero (écuyer tranchant) da Filippo il Buono. Guadagnò rapidamente la fiducia del duca e gli furono affidate una serie di importanti missioni. Nel 1423 fu insignito del titolo di premier écuyer tranchant, "primo scudiero".
Dal febbraio 1432 alla metà del 1433 Bertrandon intraprese il suo pellegrinaggio in Medio Oriente. Al suo ritorno ricevette molti onori. Nel 1442 Filippo fece sposare Bertrandon con Catherine, figlia di Jean de Bernieulles, una delle più ricche ereditiere dell'Artois, e nel 1443 concesse a Bertrandon il capitanato del castello di Rupelmonde, una fortezza strategica sulla riva sinistra della Schelda. Nel 1452 Bertrandon era presente con Filippo alla battaglia di Gavere contro i ribelli di Gand. Nel luglio 1453 fu tra i signori d'élite presenti nella tenda ducale quando furono imposte le condizioni di pace a Gand.
L'ultima menzione di Bertrandon nei documenti dell'epoca risale al 1455, quando Filippo lo persuase a comporre alcune memorie della sua spedizione in Oriente. Una copia finita di queste fu data a Filippo nel 1457. Uno dei manoscritti del Voyage riporta che Bertrandon morì a Lilla il 9 maggio 1459 e fu sepolto nella collegiata di Saint-Pierre.

## Le Voyage d'Outremer

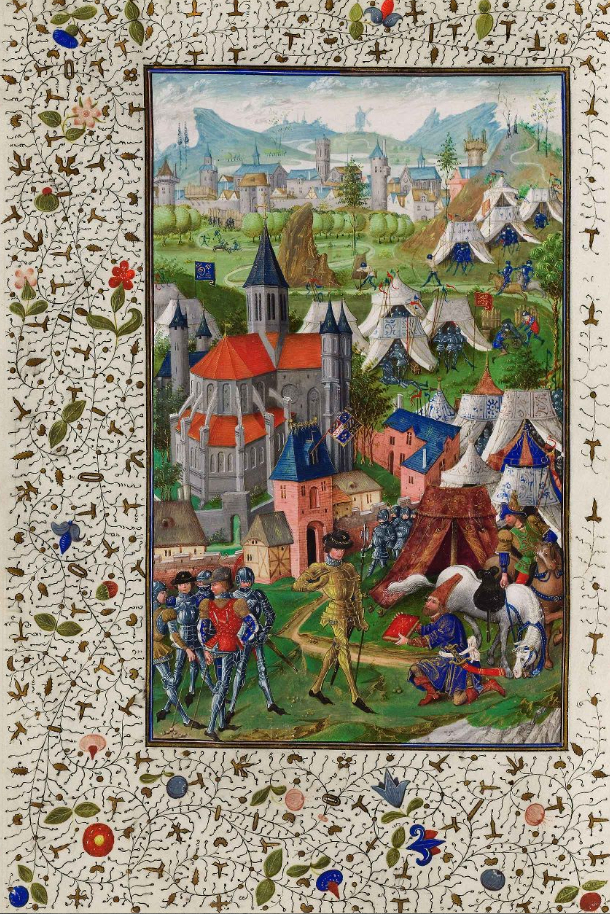
Bertrandon consegna una traduzione latina del Corano al duca Filippo di Borgogna. Illustrazione (folio 152v) di Jean Le Tavernier dalla Biblioteca nazionale di Francia, MS fr. 9087, realizzato a Lilla nel 1455.

### Da Gand a Venezia
Bertrandon de la Broquière lasciò Gand nel febbraio 1432. Prese la strada attraverso lo Champagne e la Borgogna fino in Italia. Si recò prima a Roma, dove fu ricevuto da papa Eugenio IV. Il 25 marzo partì da Roma per Venezia, dove l'8 maggio si imbarcò su una galea diretta a Giaffa. La nave era carica di pellegrini, molti dei quali borgognoni. Questa parte del viaggio è in gran parte ignorata nelle sue memorie. Fornisce solo brevi descrizioni delle città italiane che attraversò nel suo viaggio verso il mare.

### In Terra Santa
Dopo varie soste nei porti veneziani, in Morea, a Corfù, a Rodi e a Cipro, Bertrandon raggiunse Giaffa. Lì fu costretto a rendere un tributo al sultano egiziano, una consueta richiesta dei pellegrini. Da Giaffa si spostò verso Gerusalemme, impiegando due giorni. Probabilmente all'epoca si comportò come un pellegrino abituale, sebbene fosse anche in missione di osservazione.
Vide l'immagine di Notre Dame de Sardenay (Ṣaidnāyā), ma chiamò l'olio curativo che si supponeva trasudasse da esso come un "semplice trucco per ottenere denaro", osservando che sia i cristiani che i saraceni erano devoti all'immagine. Il suo soggiorno a Gerusalemme, da dove si trasferì a sud, a Gaza, fu breve. Lì lui e dieci compagni si prepararono ad attraversare il deserto, nonostante il caldo e i briganti, per visitare il Monastero di Santa Caterina sul Monte Sinai. Sebbene Bertandon si ammalasse e fosse quindi costretto a tornare a Gaza,  nel suo Voyage registrò l'avvistamento di diversi animali esotici del deserto.
A Gaza fu curato da alcuni arabi, e ammise nel suo Voyage che non fossero così pessimi come spesso raffigurati in Europa. Lo condussero sul monte Sion, dove fu affidato alle cure dei francescani conventuali. Avrebbe desiderato continuare a visitare i luoghi della Terra Santa, ma a causa della situazione politica non ci riuscì. Prese una nave araba da Giaffa a Beirut e lì si unì a una squadra di muli diretta a Damasco. A Damasco conobbe il mercante francese Jacques Coeur e un mercante genovese di Caffa che lavorava per Barsbay, il sultano d'Egitto, per acquistare schiavi per le sue file di mamelucchi.

### Da Damasco a Costantinopoli
Da Damasco tornò a Beirut, dove partecipò a una festa araba notturna dalla quale fu fortemente impressionato. Tuttavia, riferì del declino di Beirut, che Giaffa non era altro che un insieme di tende ricoperte di canne e che Acri aveva solo 300 case. A Beirut decise di tornare in Europa via terra, anche se i pellegrini dell'epoca solitamente tornavano in Italia in nave. A Damasco aveva negoziato con il capo di una carovana, Kodja Barqouq, facendosi strada dalla Mecca a Bursa. A condizione che indossasse il costume turco, per non mettere in pericolo i suoi compagni di viaggio, gli fu permesso di accompagnare la carovana. Le ricchezze della Mecca lo impressionarono molto.
Nella carovana Bertrandon incontrò e fece amicizia con un mamelucco, che gli insegnò vari aspetti della cultura, della cucina e dei costumi militari turchi. Imparò anche i rudimenti della lingua turca. La carovana si fermò prima ad Antiochia, attraversò la Piccola Armenia e girò il golfo di Alessandretta. Il viaggio attraverso l'Asia Minore fu relativamente veloce. A Iconium Bertrandon si congedò dalla carovana e si unì a un'ambasciata diretta al Beilicato di Karaman. Quando finalmente arrivò a Bursa, prese alloggio per dieci giorni presso un fiorentino del luogo. A Bursa si unì a una compagnia di mercanti europei, uno spagnolo e tre fiorentini, e li seguì a Pera.

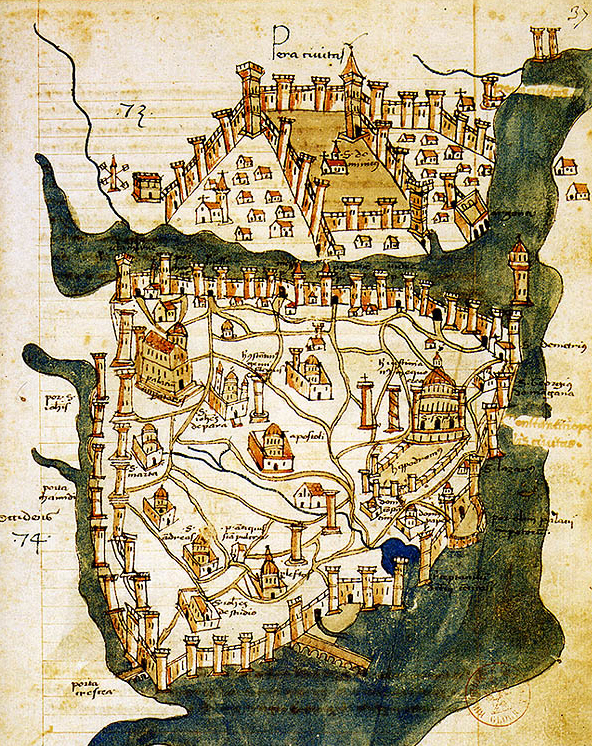
Mappa di Costantinopoli del 1422 (Pera in alto) del cartografo fiorentino Cristoforo Buondelmonti

A Costantinopoli prese contatto con un mercante catalano. La descrizione della città nel suo Voyage contiene alcuni interessanti resoconti di una giostra e di altre cerimonie a cui partecipò, ma molto poco sull'architettura della città. Registrò una bassa opinione dell'imperatore Giovanni VIII, descrivendolo come un impotente tributario del sultano ottomano.

### Da Costantinopoli alla Borgogna
Bertrandon lasciò Costantinopoli il 23 gennaio 1433 in compagnia di Benedetto Folco di Forlì, ambasciatore di Filippo Maria Visconti, duca di Milano, dirigendosi alla corte del sultano ottomano Murad II ad Adrianopoli, dove arrivarono alla fine di febbraio. Bertrandon registra nel suo Voyage la sontuosa accoglienza riservata all'ambasciatore. Il 12 marzo Bertrandon e Benedetto lasciarono Adrianopoli. Visitarono la Macedonia, la Bulgaria, l'Albania e la Bosnia. Visitò anche la Serbia e fu ben accolto dal despota Đurađ Branković. Bertrandon registra nel suo Voyage di questo periodo che trovava i turchi più amichevoli dei greci. Lui e Benedetto arrivarono a Belgrado il 12 aprile. Fu lì che Bertrandon iniziò a pensare strategicamente alla conquista dell'Impero ottomano. Descrisse gli eserciti, le armature, l'amministrazione e il sistema militare turchi. Nel suo Voyage presenta un piano per unire Inghilterra, Francia e Germania contro i turchi. Affermò che la conquista sarebbe stata agile, ma erano i greci — non i turchi — che non si fidavano degli occidentali; la possibilità di un'alleanza con i greci era esigua. Murad, scrive, potrebbe conquistare l'Europa con le sue risorse, ma include una copia del rapporto del veneziano Giovanni Torcello nel suo Voyage, per rafforzare la sua affermazione che gli occidentali erano meglio armati. Lui e Benedetto attraversarono poi la Grande pianura ungherese e si fermarono a Buda, dove si separarono.
Bertrandon impiegò cinque giorni per arrivare a Vienna da Buda, e lì fu accolto cordialmente dal duca Alberto V d'Austria, cugino di Filippo il Buono. Alberto gli presentò la prima opposizione ai suoi piani. Da Vienna Bertrandon impiegò sei giorni per arrivare a Linz. Prese la strada attraverso la Baviera e la Svevia a Basilea, dove partecipò a una riunione del Concilio di Basilea. Rientrò in Borgogna a Montbéliard. All'inizio di luglio, all'abbazia di Pothières nella Côte d'Or, fece rapporto a Filippo il Buono. Gli diede una copia del Corano e una vita di Maometto tradotta in latino dal cappellano del console veneziano a Damasco. Gli diede anche i suoi vestiti e il suo cavallo, entrambi acquistati dall'Oriente. Il duca consegnò il Corano e la vita al vescovo Giovanni Germain, cancelliere dell'Ordine del Toson d'Oro, ma conservò le vesti.